# Тремонт (Мен)
Тремонт (англ. Tremont) — місто (англ. town) в США, в окрузі Генкок штату Мен. Населення — 1544 особи (2020).

## Демографія
Згідно з переписом 2010 року, у місті мешкали 1563 особи в 723 домогосподарствах у складі 440 родин. Було 1260 помешкань
Расовий склад населення:
| - 97,3 % — білих - 0,6 % — чорних або афроамериканців - 0,4 % — азіатів - 0,2 % — корінних американців |

До двох чи більше рас належало 1,4 %. Частка іспаномовних становила 1,0 % від усіх жителів.
За віковим діапазоном населення розподілялося таким чином: 17,5 % — особи молодші 18 років, 65,5 % — особи у віці 18—64 років, 17,0 % — особи у віці 65 років та старші. Медіана віку мешканця становила 48,5 року. На 100 осіб жіночої статі у місті припадало 91,8 чоловіків;  на 100 жінок у віці від 18 років та старших — 87,8 чоловіків також старших 18 років.
Середній дохід на одне домашнє господарство  становив 62 586 доларів США (медіана — 48 009), а середній дохід на одну сім'ю — 77 518 доларів (медіана — 60 550). Медіана доходів становила 46 429 доларів для чоловіків та 40 885 доларів для жінок. За межею бідності перебувало 8,9 % осіб, у тому числі 5,1 % дітей у віці до 18 років та 3,3 % осіб у віці 65 років та старших.
Цивільне працевлаштоване населення становило 736 осіб. Основні галузі зайнятості: науковці, спеціалісти, менеджери — 16,4 %, роздрібна торгівля — 15,2 %, освіта, охорона здоров'я та соціальна допомога — 12,5 %, сільське господарство, лісництво, риболовля — 10,9 %.